# Observatorio astronómico Astrodomi
El Observatorio Astronómico Astrodomi I37 ha sido designado por la Unión Astronómica Internacional (IAU) con el código I37.
El nuevo observatorio está en funcionamiento desde febrero de 2008 en sus instalaciones del Talar, partido de Tigre, Provincia de Buenos Aires, Argentina.
Las actividades principales del observatorio son la búsqueda de supernovas, el seguimiento de asteroides, la astrofotografía.